# Дворац из магичних снова
Дворац из магичних снова је једна је од атракција  Хонгконшког Дизнијевог забавног парка . То је први од неколико двораца у Дизнијевим парковима широм света који је доживео велику трансформацију, али и други по величини након оног  у Шангајском Дизниленду који представља неколико Дизнијевих принцеза у исто време, јер где год погледате, њихове приче се одвијају.
Величанствени мозаици дворца приказују сва 4 годишња доба кроз приче о Тијани, Мериди, Рапунцели, Елзи и Ани. Док осветљени дворац открива мотиве који приказују Бел, Пепељугу и Снежану. Од златних торњева украшених бројним симболима до улаза у ренесансном стилу који дефинише величанственост, ова Дизнијева магија прожета је сваким архитектонским детаљима — тако да и зидови замка одишу царским регалијама.
Интеграцијом кинеских елемената који означавају хармонију, просперитет и чистоћу срца и ума, Дизни и у овом дворцу наставља своју безвременску традицију пружања јединствених искустава која одушевљавају људску машту.

## Опште информације
Замак је у својој првој верзији свечано отворен 2005. године под називом Дворац успаване лепотице . Као и сличан дворц у  Дизниленду (Калифорнија) и Дизниленд парку у Паризу (Француска), у то време је био посвећен Успаваној лепотици .
Замак је био копија калифорнијске верзије дворца. Коначно када је главна купола је постављена 23. септембар 2004  замак јер отварен за јавност након свечаног отварања 12. септембар 2005. у исто време када и сам парк.
Дана  22. новембар 2016. године Компанија Волт Дизни и влада Хонгконга најавила је проширење и реновирање Дворца,  као део вишегодишњих радова у оквиру проширења парка вредних 10,9 милијарди ХКД. Парк је затворен 1.  јануар 2018. године а поново је отворен 21. новембра 2020. године , у оквиру прославе 15. годишњице парка, као Замак из магичних снова .
Дворац је редизајниран са циљем да ода почаст чувеним  Дизнијевим принцеза и јунакињама, које су  посебно представљене карактеристичним елементима распоређеним на торњевима и кулама кроз различите коришћене архитектонске стилове  .
Поводом његовог поновног отварања, 21. новембар 2020. године, у парку је приказана изложба Градимо сан: магија у Дизнијевом замку  која нуди поглед у магију ; уз аудио вођени обилазак замка.
Замак има нову продавницу сувенира  која је отворена пре завршетка замка 2019. године.